# 9 juillet 1984
Le lundi 9 juillet 1984 est le 191e jour de l'année 1984.

## Naissances
- Blaže Ilioski, joueur de football macédonien
- Chris Campoli, joueur de hockey sur glace canadien
- Dan Borota, joueur roumain de volley-ball
- Hanna R. Hall, actrice américaine
- Jacob Hoggard, Musicien canadien
- Javier Salas, coureur cycliste argentin
- Jessica Van Der Steen, mannequin belge
- Julius James, footballeur international trinidadien
- L.A. Tenorio, joueur de basket-ball philippin
- Liam Rosenior, footballeur anglais
- Olusoji Fasuba, athlète nigérian, spécialiste du sprint
- Paul Poux, coureur cycliste français
- Sebastien Pan, compositeur français
- Stevens Barclais, taekwondoiste français

## Décès
- Călin Gruia (né le 21 mars 1900), écrivain roumain
- Gérard Falconetti (né le 14 mai 1949), acteur de théâtre et de cinéma français
- Hans Jacobson (né le 17 mars 1947), escrimeur suédois
- Hans Sedlmayr (né le 18 janvier 1896), historien de l'art autrichien
- Jo Bouillon (né le 3 mai 1908), compositeur, chef d'orchestre et violoniste français
- Paulo Valentim (né le 20 novembre 1932), joueur de football brésilien
- Randall Thompson (né le 21 avril 1899), compositeur américain

## Événements
- Fin de 32e législature du Canada
- Miss Univers 1984
- Sortie de l'album This Is What You Want... This Is What You Get du groupe Public Image Limited